# Sidonie de la Houssaye
Sidonie de la Houssaye, nascuda Hélène Perret, alias Louise Raymond (Edgar, 17 d'agost de 1820-18 de febrer de 1894) escriptora estatunidenca en francès.
Filla dels criolls francesos Françoise Pain i Ursin Perret, va rebre una educació bilingüe en anglès i francès a St. John the Baptist Parish, Louisiana. Amb 13 anys es va casar amb Alexandre Pelletier de la Houssaye amb qui va tenir vuit fills i una filla.
Després de la mort del seu marit en la Guerra Civil dels Estats Units, va començar a treballar com a mestra en Franklin, Louisiana.

## Obra
- Contes d'une grand-mère louisianaise
- Pouponne et Balthazar, 1888
- Les Quarteronnes de La Nouvelle Orléans.(tetralogia, Le Méchacébé)

Gina la quarteronne
Dahlia la quarteronne
Octavia la quarteronne
Violetta la quarteronne